# ورد أبيض

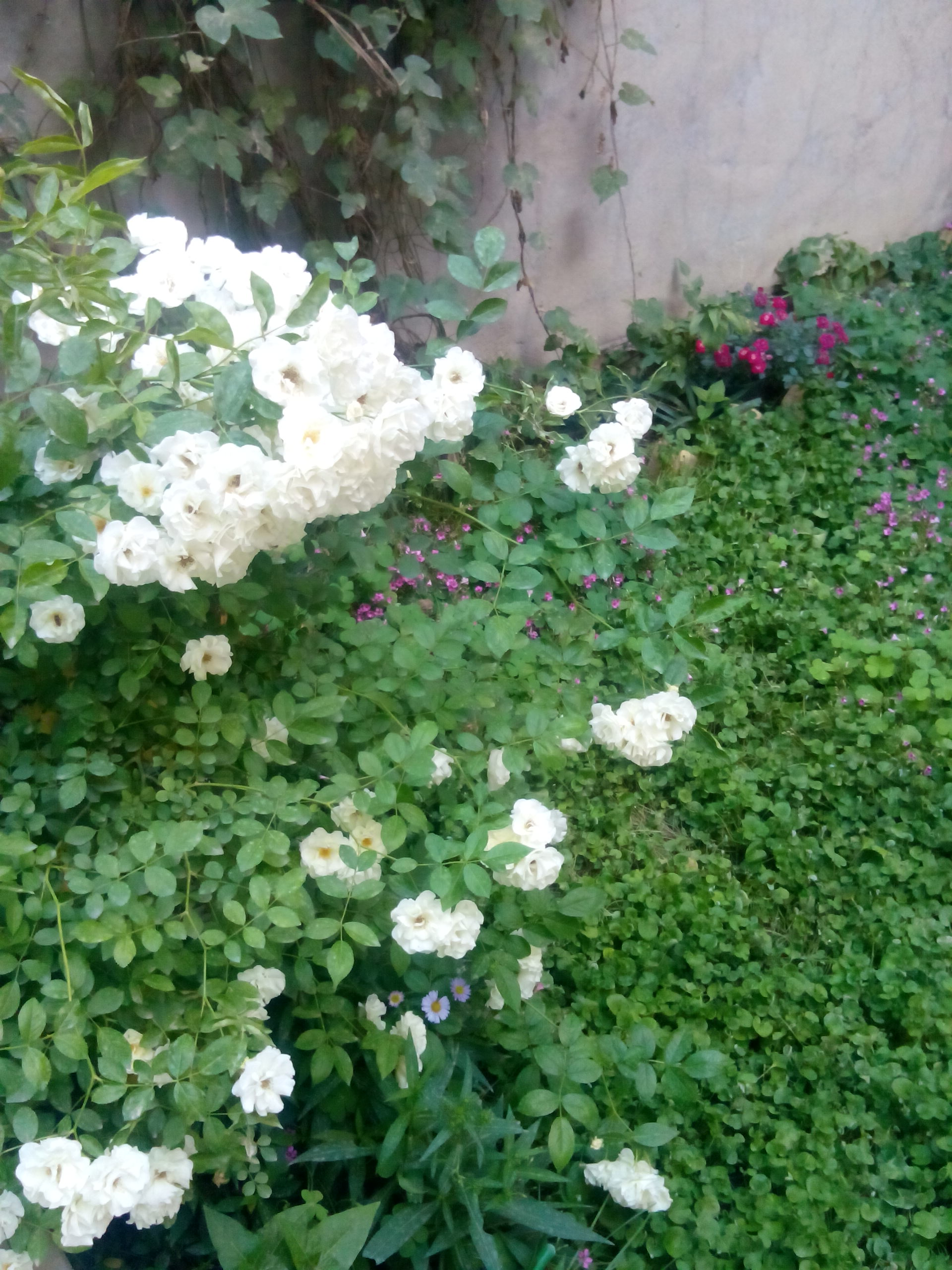
ورد أبيض في حديقة منزلية

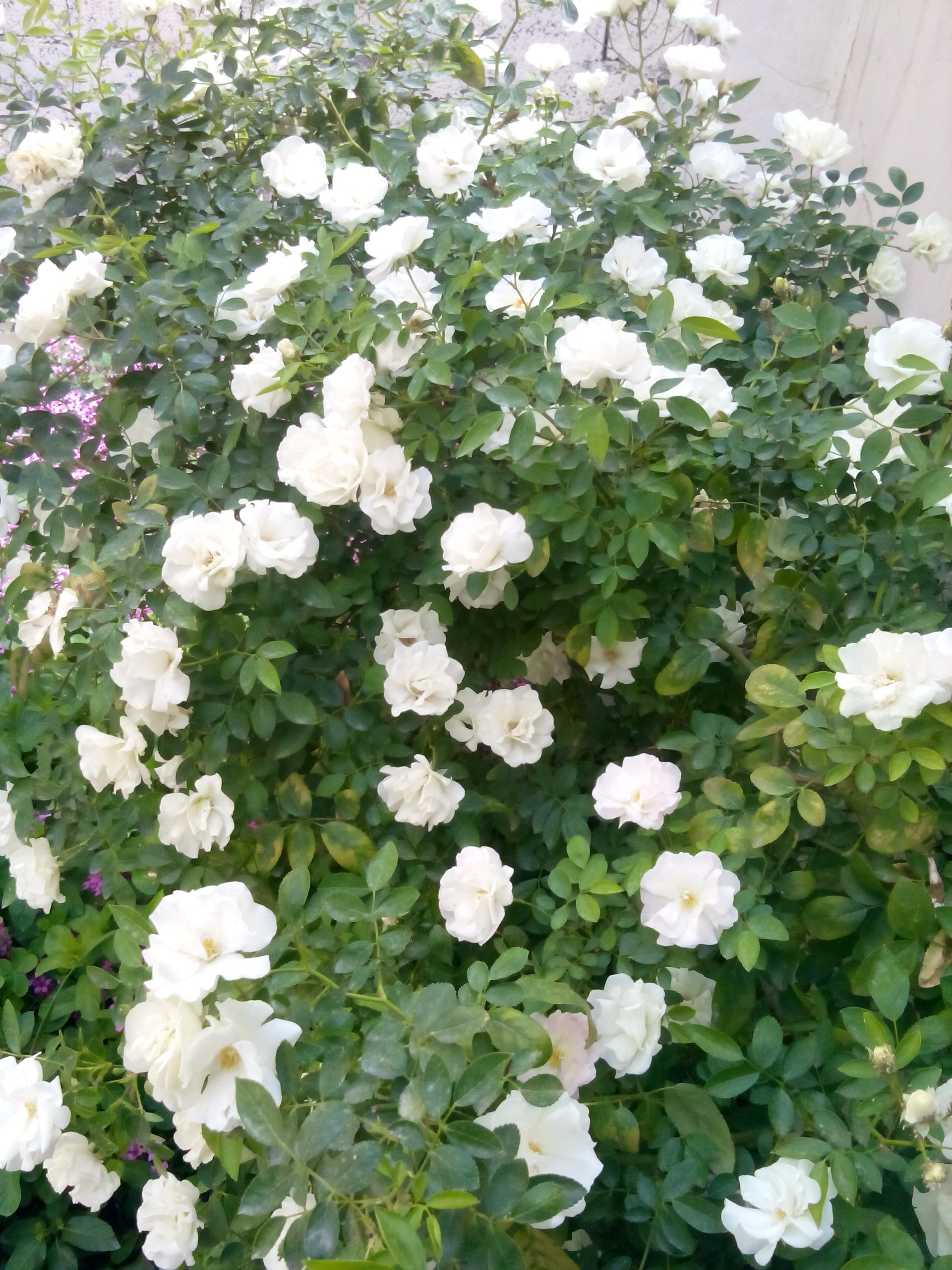
شتلة ورد أبيض في حديقة

ورد أبيض  (الاسم العلمي:Rosa alba) هو نوع من النباتات يتبع جنس الورد من الفصيلة الوردية.